# Mhlambanyatsi
Mhlambanyatsi est une ville située à l’ouest de l’Eswatini, dans le district de Manzini.